# Hraběšín
Hraběšín – gmina w Czechach, w powiecie Kutná Hora, w kraju środkowoczeskim.
1 stycznia 2017 gminę zamieszkiwało 107 osób, a ich średni wiek wynosił 49,9 roku.